# ژنرال نیروهای زرهی (ورماخت)
ژنرال نیروهای زرهی (به آلمانی: General der Panzertruppe) درجه نظامی معادل سپهبد بود که به فرماندهان نیروهای زرهی در نیروی زمینی آلمان در دوره رایش سوم اعطا می‌شد.